# Сара Радд
Сара Радд (англ. Sarah Rudd) — одна з перших піонерів застосування спортивної аналітики у футболі. У 2011 році Радд розробила метод оцінки продуктивності гравців, заснований на ланцюгах Маркова. Цей метод згодом був адаптований кількома іншими компаніями, академіками та блогерами для оцінки дій на основі даних футбольних подій.
Невдовзі після презентації своєї роботи Радд приєдналася до стартапу StatsDNA, який у 2013 році був придбаний футбольним клубом «Арсенал». Наразі вона є керівником відділу аналітики та розробки програмного забезпечення в групі даних і аналітики «Арсеналу». Її робота вважається дуже впливовою в клубі.